# Edvard Moser
Edvard Ingjald Moser (Ålesund, 27 aprile 1962) è uno psicologo e neuroscienziato norvegese.
Ha vinto il Premio Nobel per la fisiologia o medicina nel 2014, assieme a John O'Keefe e alla moglie May-Britt Moser per le loro scoperte riguardanti un sistema di posizionamento nel cervello. I Moser sono i primi norvegesi a ricevere questo riconoscimento.